# Rose Caron
Rose Caron (Monnerville, 17 novembre 1857 – Parigi, 9 aprile 1930) è stata un soprano drammatico francese.

## Biografia
Nata a Monnerville nel 1857, studiò canto al Conservatoire de Paris, perfezionandosi privatamente con Marie Sasse. Dopo aver esordito come cantante da concerto nel 1880, fu scritturata da La Monnaie l'anno successivo, esordendo come Alice in Robert le Diable. A Bruxelles cantò anche come Salomè nell'Erodiade e Marguerite nel Faust, facendosi poi notare nel 1884 per la sua Brunilde nel Sigurd. Nel 1888 fu Laurence nella prima del Jocelyn di Benjamin Godard, mentre nel 1890 fu l'eponima protagonista nel Salammbô di Ernest Reyer.
Nel 1884 cantò nella prima rappresentazione mondiale de L'enfant prodigue di Claude Debussy. Nel 1885 esordì all'Opéra di Parigi, inaugurando una storica rivalità con Lucienne Bréval. Nel 1888 fu Elsa nella prima del Lohengrin all'Opéra Garnier, mentre nel 1894 fu Desdemona in occasione della prima parigina dell'Otello; e il suo repertorio annoverava grandi ruoli wagneriani come Sieglinde ne La valchiria, ma anche parti come Valentine ne Les Huguenotes e Rachel ne La Juive. Attiva anche all'Opéra-Comique, vi apparve come Leonora in Fidelio, Orfeo ed Ifigenia. Nel 1893 fu Marguerite in occasione della prima assoluta di La damnation de Faust al Grand Théâtre de Monte Carlo. Dal 1895 cominciò a diradare considerevolmente l'attività sulle scene e a concentrarsi sull'insegnamento, annoverando tra i suoi studenti Alice Zeppilli.
Nel corso della sua vita fu legata sentimentalmente a due personaggi di primo piano della vita politica francese: Théophile Delcassé e Georges Clemenceau. Morì settantaduenne a Parigi nel 1930 e fu sepolta nel suo comune natale.